# Guatteria hispida
Guatteria hispida este o specie de plante angiosperme din genul Guatteria, familia Annonaceae. A fost descrisă pentru prima dată de Robert Elias Fries, și a primit numele actual de la Erkens och Paulus Johannes Maria Maas. Conform Catalogue of Life specia Guatteria hispida nu are subspecii cunoscute.